# Renk (Südsudan)
Renk ist eine Stadt im Bundesstaat Upper Nile im Nordosten des Südsudan. 2008 hatte die Stadt ca. 69.079 Einwohner.

## Geographie
Renk liegt am Ostufer des Weißen Nils als Kreisstadt des Renk County, und in der Nähe der Grenze zum Sudan. Der Weiße Nil bildet ein breites Überschwemmungsgebiet mit zahlreichen Altwässern.
Von der Landeshauptstadt Juba ist die Stadt etwa 970 km entfernt.
Südlich der Stadt verläuft als Grenze der Khor Daleib (Doleib), der dort in den Weißen Nil mündet. Das Rasterförmige Straßennetz der Stadt löst sich nach Norden und Süden auf in die Siedlungen von Abbeit, Debbat Kudit und Debbat Asdak (N), sowie Mabek (S). Östlich der Stadt liegt Rom an der Düne Qoz Rom.
Seit der Unabhängigkeit des Südsudan am 9. Juli 2011 wächst die Stadt.

### Verkehr
Die Hauptstraße verläuft von Norden nach Süden, teilweise parallel zum Weißen Nil. Sie führt im Süden nach Malakal und im Norden nach Rabak und Kusti im Bundesstaat an-Nil al-abyad, im Sudan. In Renk gibt es auch den Renk Airport.

## Klima
|                       | Jan  | Feb  | Mär  | Apr  | Mai  | Jun  | Jul   | Aug   | Sep  | Okt  | Nov  | Dez  |   |       |
| Mittl. Tagesmax. (°C) | 32,6 | 35,0 | 38,6 | 40,5 | 39,1 | 36,0 | 33,0  | 32,2  | 33,5 | 36,1 | 35,9 | 33,2 | ⌀ | 35,5  |
| Mittl. Tagesmin. (°C) | 15,3 | 15,9 | 19,9 | 22,3 | 24,3 | 23,3 | 22,3  | 22,4  | 21,9 | 21,7 | 19,6 | 16,8 | ⌀ | 20,5  |
|                       |      |      |      |      |      |      |       |       |      |      |      |      |   |       |
| Niederschlag (mm)     | 0    | 0    | 0,8  | 3,3  | 32,1 | 75,4 | 119,2 | 105,4 | 92,6 | 44,2 | 2,2  | 0    | Σ | 475,2 |

| 15,3 |

| 15,9 |

| 19,9 |

| 22,3 |

| 24,3 |

| 23,3 |

| 22,3 |

| 22,4 |

| 21,9 |

| 21,7 |

| 19,6 |

| 16,8 |

| 15,3 |

| 15,9 |

| 19,9 |

| 22,3 |

| 24,3 |

| 23,3 |

| 22,3 |

| 22,4 |

| 21,9 |

| 21,7 |

| 19,6 |

| 16,8 |

## Wirtschaft
Die Wirtschaft in Renk und Umgebung besteht hauptsächlich aus Subsistenzwirtschaft und nomadischer Weidewirtschaft. Es wird vor allem Gummi arabicum und Sorghum produziert. Seismologische Studien deuten jedoch darauf hin, dass bedeutende Erdöl-Vorkommen vorhanden sind.